# Scott Machado
Michael Scott Machado (ur. 8 czerwca 1990 w Nowym Jorku) – amerykański koszykarz, występujący na pozycji rozgrywającego, posiadający także brazylijskie obywatelstwo, reprezentant tego kraju, obecnie zawodnik Cairns Taipans.
Przez lata występował w letniej lidze NBA. Reprezentował w niej Houston Rockets (2012), Golden State Warriors (2013), Toronto Raptors (2014), Washington Wizards (2015), Denver Nuggets (2018).
Rozegrał też kilka spotkań przedsezonowych w barwach Houston Rockets (2012), Utah Jazz (2013), Maccabi Hajfa (2018).
24 lipca 2019 dołączył do australijskiego Cairns Taipans.

## Osiągnięcia
Stan na 12 maja 2021, na podstawie, o ile nie zaznaczono inaczej.
NCAA
- Uczestnik:
  - turnieju NCAA (2012)
  - meczu gwiazd NCAA Division I – Reese's College Division I All-Star Game (2012)
- Mistrz sezonu zasadniczego konferencji Metro Atlantic Athletic (MAAC – 2012)
- Koszykarz roku MAAC (2012)[6]
- Laureat Haggerty Award (2012)[7]
- Debiutant roku MAAC (2009)
- Zaliczony do:
  - I składu:
    - All-America (2012 przez kapitułę Lute'a Olsena, Basketball Times)
    - MAAC (2011, 2012)
    - debiutantów MAAC (2009)
    - turnieju:
      - MAAC (2011)
      - College Insider.com (2011)
      - Puerto Rico Tip-Off Classic (2012)

    - MBWA All-Met (2011, 2012)
    - gwiazd dywizji I ECAC (2012)

  - II składu:
    - MAAC (2010)
    - MBWA All-Met (2010)

  - III składu:
    - All-America (2012 przez Netscouts.com)
    - MBWA All-Met (2009)

  - honorable mention All-America (2012 przez Associated Press)
- Lider w asystach:
  - NCAA (2012)[8]
  - konferencji MAAC (2011, 2012)

Drużynowe
- Wicemistrz Estonii (2015)
- Zdobywca pucharu Estonii (2015)
- Finalista superpucharu Niemiec (2015)

Indywidualne
- MVP:
  - miesiąca VTB (marzec 2015)
  - kolejki G-League (18.03.2019)
- Zaliczony do I składu:
  - australijskiej ligi NBL (2020)
  - ligi estońskiej (2015)
  - debiutantów D-League (2013)
- Lider w asystach:
  - NBL (2020)
  - ligi estońskiej (2015 – 4,5)[9]

Reprezentacja
- Uczestnik:
  - kwalifikacji do mistrzostw świata (2017 – 4. miejsce)
  - uniwersjady (2011 – 13. miejsce)